# Patricia Hearst
Patricia Campbell (Patty) Hearst (San Francisco, 20 februari 1954) is een Amerikaanse erfgename die bekend werd na haar ontvoering door het Symbionese Liberation Army (SLA) en haar betrokkenheid bij een bankoverval tijdens haar gevangenschap.

## Levensloop
Patty Hearst is de kleindochter van de mediamagnaat William Randolph Hearst. Ze studeerde kunstgeschiedenis aan de UC Berkeley en woonde samen met haar verloofde in een appartement in Berkeley toen ze op 4 februari 1974 werd ontvoerd door leden van de SLA.

### Ontvoering en radicalisering

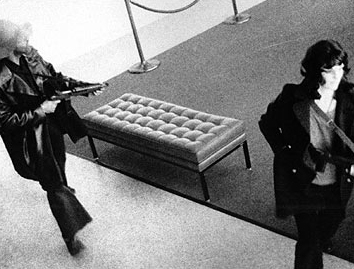
Patricia Hearst (r) tijdens de bewuste bankroof, op beelden van de bewakingscamera

De SLA koos Hearst vanwege haar rijke familie, in de hoop publieke aandacht te krijgen voor hun anti-kapitalistische agenda. Hearst werd wekenlang geblinddoekt opgesloten in een kast en mishandeld, terwijl ze tussen verschillende schuilplaatsen werd verplaatst.
In ruil voor haar vrijlating eiste de SLA dat de familie Hearst voedsel zou uitdelen aan de armen. Haar familie doneerde uiteindelijk zes miljoen dollar aan voedselhulp, maar Hearst werd niet vrijgelaten omdat de SLA ontevreden was over de kwaliteit van het voedsel.
Kort daarna verscheen een audioboodschap waarin Hearst verklaarde dat ze zich had aangesloten bij de SLA en haar naam had veranderd in Tania, een verwijzing naar Tamara Bunke, een revolutionaire die streed met Che Guevara.

#### Bankoverval
Op 15 april 1974 werd Hearst gefotografeerd terwijl ze met een M1 Carbine deelnam aan een gewapende overval op een filiaal van de Hibernia Bank. Dit werd bevestigd door bewakingsbeelden van de overval, waarbij Hearst niet onder dwang leek te handelen. In latere opnames rechtvaardigde ze de overval en noemde zichzelf een "goede soldaat in het leger van het volk".

#### Arrestatie en rechtszaak
Op 18 september 1975, na 19 maanden op de vlucht te zijn geweest, werd Hearst gearresteerd in San Francisco en beschuldigd van deelname aan de bankoverval. Tijdens haar proces verklaarde ze dat ze was gehersenspoeld en seksueel misbruikt door leden van de SLA, wat leidde tot een extreme vorm van Stockholmsyndroom. Ondanks deze verdediging werd ze schuldig bevonden en veroordeeld tot zeven jaar gevangenisstraf.
Na bijna twee jaar in de gevangenis te hebben doorgebracht, kreeg Hearst in 1979 gratie van president Jimmy Carter. In 2001 verleende president Bill Clinton haar volledige amnestie.

### Latere leven
Na haar vrijlating publiceerde Hearst in 1982 haar autobiografie, Every Secret Thing, waarin ze haar kant van het verhaal vertelt. Later acteerde ze in verschillende films en begon ze met succes deel te nemen aan hondenshows, waarbij haar hond in 2015 een prijs won op de Westminster Kennel Club hondenshow.